# Vijona Kryeziu
Vijona Kryeziu (8 d'octubre de 1997) és una atleta kosovar. Va participar en els Jocs Olímpics d'Estiu de 2016 en els 400 metres. Va participar en els 400 metres femenins del Campionat d'Europa d'atletisme de 2016. Ha batut rècords en l'atletisme femení del seu país en els 200, 300, 400, 600 i 800 metres.